# Roger Léonard
Roger Léonard, né le 27 avril 1898 à Bordeaux et décédé le 22 juin 1987 à Neuilly-sur-Seine, est un haut fonctionnaire français. 

## Biographie
Du 12 avril 1951 au  26 janvier 1955  Roger Léonard fut Gouverneur général de l'Algérie Française.
Il est le premier président de la Cour des comptes de 1955 à 1969.
Le 1er février 1949, Roger Léonard prend une ordonnance : « dans tous les bals […] il est interdit aux hommes de danser entre eux ».

## Ouvrages
- La libération de Versailles et ma prise de fonctions dans La revue administrative, numéro 138, 1970
- Mémoires, inédites, conservées aux archives nationales dans le fonds de Georgette Elgey

## Décorations
- Grand-croix de la Légion d'honneur. Il est fait chevalier le 26 janvier 1932, promu officier, puis commandeur le 15 janvier 1947, grand officier le 2 août 1950, avant d'être élevé à la dignité de grand-croix[5]
- Croix de guerre 1914–1918[6]
- Croix de guerre 1939–1945[6]
- Officier de l'ordre du Mérite maritime (1954)[7]
- Médaille d'honneur de l'éducation physique et des sports, échelon or (1953)[8]
- Grand officier de l'ordre d'Orange-Nassau (Pays-Bas) (20 mai 1950)[9]